# 河野一二三
河野 一二三（こうの ひふみ、1969年 - ）は、新潟県出身のゲームクリエイター、ディレクター・シナリオライター。現在ヌードメーカー代表取締役。

## ヒューマン時代
東北大学を卒業後、株式会社ヒューマンへ入社。『ヒューマングランプリ2』及び『3』のディレクター職を務めた後、1995年、初のオリジナル作品『クロックタワー』を企画する。翌1996年末に発売された『クロックタワー2（セカンド）』は約40万本のヒットを記録し、同シリーズは『バイオハザード』と並んで、名実共にホラーゲームの代名詞的存在となった。
その後、推理アドベンチャーゲームである『御神楽少女探偵団』シリーズ、時代劇アドベンチャーゲーム『猫侍』を企画・ディレクションした後にヒューマンを退社した。

## 独立、その後
半年近い休養期間を経て、『バイオハザード 』の生みの親・三上真司（当時はカプコン社員）の誘いから、40個ものボタンがついた大型コントローラー・フットペダルを必須とするロボットアクションゲーム『鉄騎』の制作を開始する。
『鉄騎』制作を期に、河野は『クロックタワー』『御神楽少女探偵団』チームの一部と共に制作集団ヌードメーカーを旗揚げ。カプコン内部にて開発の陣頭指揮を執った。
2002年に発売された『鉄騎』は売り上げはそれほどでもなかったものの、独創的な内容から話題となり『CESA GAME AWARDS 2002－2003』優秀賞を受賞。同作品の続編にあたる『鉄騎大戦』はネットワークゲームにおける新たな形を提案し、一部に熱狂的なファンを生み出す。
また、河野独自のユニークな制作姿勢として、家庭用ゲームのみならず、アダルトゲームの開発も手掛けることが挙げられる。アダルトゲームメーカー『エルフ』を発売元として『新・御神楽少女探偵団』、『AVキング』を発表している。
その後には家庭用の新作として、プラチナゲームズとのコラボレーション作品『無限航路』、PlayStation Portable用ソフトの『戦律のストラタス』など、他にはスマートフォン用ソフトを幾つもリリースしていく。
2014年、クロックタワー誕生20年に向けてその魂を受け継ぐホラーゲーム製作プロジェクト「Project Scissors」を始動。クラウドファンディングで資金を募り、「クロックタワーシリーズ」の精神的続編『ナイトクライ』をインディーゲームとして発売した。

## 人物・作風
『ヒューマングランプリ』はレースゲーム、『クロックタワー』『ナイトクライ』はホラーゲーム、『御神楽少女探偵団』『Root Film』は推理アドベンチャー、『猫侍』は時代劇、『鉄騎』はロボットシミュレーション、『AVキング』はアダルトゲーム、『無限航路』はスペースオペラRPG、『戦律のストラタス』はテレビアニメ風アクションと、作品ごとにゲームのジャンルや作風が異なる。
同じくヒューマン出身の須田剛一と交流がある。

## 作品
- ヒューマングランプリシリーズ
  - ヒューマングランプリ2 （1993年12月24日） - ディレクター
  - ヒューマングランプリ3 （1994年9月30日） - ディレクター
- クロックタワーシリーズ
  - クロックタワー （1995年9月14日） - ゲームデザイン・ディレクター・シナリオ
    - クロックタワー・リワインド（2024年10月31日）  - 監修

  - クロックタワー2 （1996年12月13日） -  ゲームデザイン・ディレクター・シナリオ
- ムーンライトシンドローム （1997年10月9日） - シナリオ協力
- 御神楽少女探偵団シリーズ
  - 御神楽少女探偵団 （1998年9月17日） - 原作・脚本・総監督
  - 続・御神楽少女探偵団 完結編 （1999年10月7日） - 原作・脚本・総監督
  - 新・御神楽少女探偵団 （2003年12月26日） - 原作・脚本・総監督
- 猫侍 （1999年3月4日） - 監督・総指揮
- 鉄騎シリーズ
  - 鉄騎 （2002年9月12日） - ディレクター
  - 鉄騎大戦 （2004年2月26日） - ディレクター
- michigan（2004年8月5日） - アダプト
- AVキング （2006年1月27日） - 監督・脚本
- 無限航路 （2009年6月11日） - ディレクター・シナリオ
- 戦律のストラタス（2011年10月27日） - ディレクター・シナリオ
- ナイトクライ（PC：2016年3月29日、PS Vita：2019年1月31日） - ディレクター・シナリオ
- Root Film（2020年7月30日） - 脚本・監修
- 新クトゥルフ神話TRPGショート×ショート“七伏市奇譚”（2024年4月25日） - 「心蝕のパラノイア」シナリオ

### ケータイ・スマホアプリ
- SMASH AND BASH（2010年11月1日）
- 鬼装学園アマクサ（ケータイ：2012年8月23日、スマホ：2012年11月9日）
- いるかのるか
- SWAN SONG
- ゾンビ・クラッシュ
- デモンズ・クレーン

## 関連記事
- ゲームクリエイター一覧